# ヨハネ・ヒルカノス1世

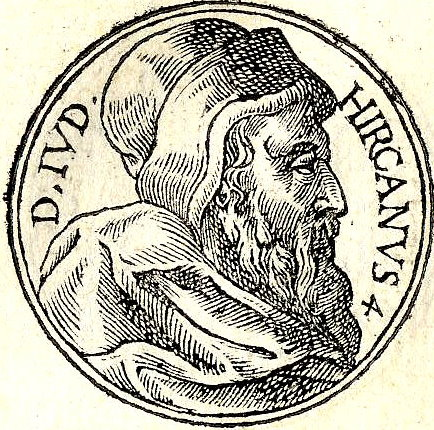
ヨハネ・ヒルカノス1世、『プロンプトゥアリ・イコヌム・インシギオルム』より。

ヨハネ・ヒルカノス1世（Yohanan Girhan, ヘブライ語: יוחנן הורקנוס, ギリシア語: Ιωάννης Υρκανός, ? - 紀元前104年）は古代イスラエルを統治したレビ族を先祖とするハスモン朝の祭司王（在位：紀元前134年 - 紀元前104年）。ヒルカノスは彼が権力を握った時に選んだ名前であると考えられている。

## 概説
ヨハネ・ヒルカノスはマカバイ家の兄弟シモンの子であった。これはユダ・マカバイからいうと甥にあたる。ユダとその兄弟たちの物語は旧約聖書外典の1つ『マカバイ記』や『タルムード』にくわしい。シモンの統治下、ゲゼル要塞の管理を任された。シリア王アンティオコス7世がケンデバイオスにユダヤ侵攻を命ずると、兄弟ユダと共にケンデバイオスを撃破した。
紀元前134年シェバテ、父シモンと彼の兄弟マタティア、ユダはエリコ総督プトレマイオス（シモンの義理の息子）に暗殺されるという悲劇に見舞われたが、ヨハネは偶然にもその場にいあわせなかったため命をとりとめた。彼は父の後をついでエルサレムに入り、大祭司にして統治者という地位についた。この当時、ユダヤ人たちの中にはハスモン家がダビデの血筋に属していないために、イスラエルの統治者にふさわしくないと考えるものも少なくなかった。

## シリアへの服従と独立

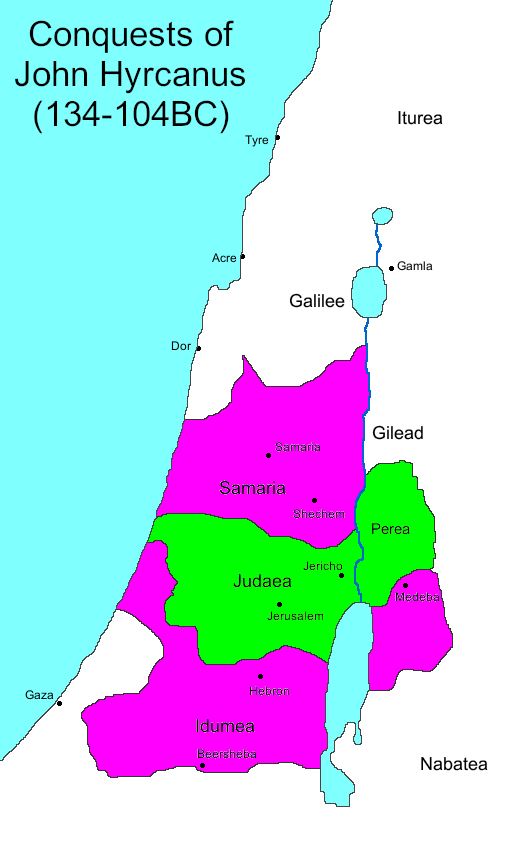
ヨハネ・ヒルカノス1世統治下のハスモン朝
紀元前110年
征服した領土

ヨハネ・ヒルカノスは統治者としての資質に恵まれた人物であった。彼は軍事的指導者としても傑出しており、プトレマイオスを攻撃した。プトレマイオスは捕虜としていたヒルカノスの母を眼前で鞭打ち、彼の戦意を削いだ。プトレマイオスはヒルカノスの母を殺害し、フィラデルフィアのゼノンの下へ逃亡した。
紀元前133年、アンティオコス7世はユダヤ制圧を目指してエルサレムを攻囲し、ヒルカノスは防戦した。攻囲は住民に苦難を与え、仮庵の祭りのために休戦が成立し、ヒルカノスが武器の引き渡し・貢納に同意することで、シリア軍は撤退した。アンティオコスのパルティア遠征に同行したが、アンティオコスは戦死し、セレウコス朝の支配は事実上崩壊した（紀元前129年）。これ以降、ヒルカノスは急速に勢力を拡大する。

## イドマヤとサマリアを征服
ヒルカノスは兵を率いて北上し、メダバ、シェケム、ゲリジム山を攻略した。紀元前128年、彼はユダヤ教においてサマリア人とユダヤ人の宗教的対立を解決するため、ゲリジム山にあったサマリア人の神殿を破壊している（それでもサマリア人はその廃墟で礼拝を続けた）。この行為は結局なんの解決にもならず、それどころかユダヤ人とサマリア人の憎しみを増幅させる結果になった。
またイドマヤのアドラ、マリサを制圧し、住民をユダヤ教に改宗させている。それまで武力でユダヤ教を強制した例はなかったため、これは驚くべき行為であった。イドマヤ人（エドム人）はこれ以降、ユダヤ人に同化されていく。
紀元前110年、ヒルカノスは息子アリストブロス1世とアンティゴノスに命じてサマリア遠征を行う。サマリア人はシリアのアンティオコス9世キュジケノスに救援を要請したが、その部下カリマンドロスは戦死し、エピクラテスは賄賂に応じてスキュトポリス周辺を売り渡した。紀元前109年、サマリアを制圧すると、ヒルカノスは市街を徹底的に破壊し、山中の急流を流し込んで町の痕跡を洗い流した。ユダヤ人とその同盟者マリサ人に対し、サマリア人が長年敵対関係にあったことが、ヒルカノスの憎悪の理由であったという。

## ファリサイ派とサドカイ派
研究者たちは外典の一つ『ヨベル書』がヒルカノスの治世に記されたとみている（さらにある学者たちはヒルカノスの意図があったとさえする）。『マカバイ記』第一も、ヒルカノスの父シモンの治世までを記しており、ヒルカノス以降の時代に記されたと思われる。
また、（それ以前に分かれていたという意見もあるが）学者たちのある者はユダヤ教がファリサイ派とサドカイ派という相対する二つのグループに分かれたのがこの時代であると考える。つまりこの時代に、エルサレム神殿による祭司たちから構成されて権力側に密着したサドカイ派と、民衆の中にあって宗教者としての指導力を発揮しながらも政治的指導者とは距離をとったファリサイ派という構造が出来たと考えるのである。一般的にはヒルカノスはサドカイ派と接近することで自らの権力基盤を強化したと考えられているが、ヒルカノス自身がサドカイ派に属していたという説もある。
ヨセフスの記述によれば、ヒルカノスは当初ファリサイ派を支援していたが、祝宴の席でファリサイ派のエレアザルがヒルカノスの出生を中傷したことで激怒した。更にサドカイ派のヨナタンはファリサイ派全体が悪意を抱いていると吹き込んだため、ヒルカノスはファリサイ派に敵対し、彼らの律法諸規定を撤廃・弾圧した。ハスモン朝とファリサイ派の対立は激化し、サロメ・アレクサンドラが和解するまで続く。

## ヒルカノスの死と混乱
ヨハネ・ヒルカノス1世の時代、ハスモン朝イスラエルは古代のダビデやソロモンの王国に匹敵する最大版図を実現した。ヒルカノス1世が死ぬと、彼の持っていた二つの権力、宗教的権威と政治的権威は分けられる形で後継者にゆずられた。すなわちその妻が「女王」として統治し、息子アリストブロス1世は「大祭司」として宗教的権威を持つことになったのである。しかし、アリストブロスはこのやり方が気に入らず、母と自身の兄弟を投獄してまで権力を掌握するようになった。
この事件に象徴されるようにヒルカノス1世没後のハスモン朝は内紛と混乱を繰り返し、数十年後のローマ軍の介入を招くことになる。